# Bezistan
Bezistan je natkriveni trg u kojem se nalaze male trgovačke i obrtničke radnje. Građeni su u periodu osmanske vladavine u Bosni i Hercegovini u većim gradovima u Sarajevu i Travniku.  U Turskoj je nekoliko poznatih, među njima Rustem-paše Hrvata u Erzurumu, zatim u Drinopolju i dr. U Bugarskoj je poznat bezistan u Jambolu, Burgasu i Šumenu, u Srbiji u Beogradu, a u Makedoniji u Bitoli i Skoplju.